# Муштак, Бану
Бану́ Мушта́к (канн. ಬಾನು ಮುಷ್ತಾಕ್; род. 3 апреля 1948, Хассан, Майсур) — индийская писательница, юрист и активистка за гражданские права. Лауреат Международной Букеровской премии 2025 года за сборник рассказов «Сердце-лампа».

## Биография
Родилась 3 апреля 1948 года в Хасане (штате Майсур, Индия) в мусульманской семье. Её отец работал инспектором в области здравоохранения. Была старшей из шести детей.
Имеет степени бакалавра наук и бакалавра права.
Несколько месяцев работала на радио в Бангалоре, преподавала в государственной средней школе в городе Саклешпур.
В 1981—1990 годах — журналист еженедельной газеты Lankesh Patrike на языке каннада.
С 1980-х годов принимает участие в различных гражданских движениях: против кастовой дискриминации, против социального неравенства, за права женщин.
В 1983 году была избрана членом муниципального совета города Хасан, проработала два срока.
В 1990 году начала работать адвокатом.
Владеет языками каннада, хинди, урду и английским.

## Литературное творчество
В 1970-х годах начала заниматься литературным творчеством.
В 1974 году дебютировала в иллюстрированном еженедельном журнале Prajamatha на языке каннада, где опубликован её первый рассказ.
В 1980-х годах была связана с течением бандайя (литература протеста социальных низов) в литературе каннада.
По состоянию на 2025 год написала более 60 рассказов, которые были опубликованы в шести сборниках, роман, сборник эссе и сборник стихов.
Произведения Бану Муштак были переведены на английский, тамильский, малаялам, пенджаби и урду. По одному из её рассказов в 2003 году снят художественный фильм Haseena на языке каннада.
Её произведения были отмечены наградами: в 1999 году Муштак стала лауреатом литературной премии Карнатака Сахитья Академи штата Карнатака, в 2024 году была удостоена награды, присуждаемой English PEN за выдающиеся переводы на английский язык.
В мае 2025 года получила Международную Букеровскую премию за сборник рассказов «Сердце-лампа». Рассказы написаны на языке каннада. Произведения на этом языке впервые в истории премии были отобраны в её короткий список и получили премию. Также впервые награды был удостоен сборник рассказов. Бану Муштак — вторая представительница Индии, удостоенная Международной Букеровской премии (после Гитанджали Шри, которая выиграла награду в 2022 году). По правилам премии писательница разделила денежный приз (50 тыс. фунтов) с переводчиком книги на английский язык.
Сборник рассказов «Сердце-лампа» (Heart Lamp) переведён на английский язык Дипой Бхасти (Deepa Bhasthi) и опубликован издательством Penguin Random House India. До этого один из рассказов сборника публиковался в англоязычном литературном журнале The Paris Review.
Сборник включает 12 рассказов, написанных в 1990—2023 годах. Рассказы посвящены жизни мусульманок и женщин-далитов на юге Индии и затрагивают темы давления семьи, религиозного влияния и борьбы за личную независимость.
По словам Муштак, сюжеты рассказов она почерпнула из жизней людей, которые обращались к ней за помощью как к активистке и адвокату:
Будучи юристом, активисткой и писательницей, я ежедневно становлюсь свидетелем этого в своей повседневной жизни. Ко мне приходит множество женщин. Они приносят с собой все свои проблемы. Они ищут облегчения.
Писатель Макс Портер, председатель жюри Международной Букеровской премии 2025 года заявил: 
«Сердце-лампа» — это нечто по-настоящему новое для английских читателей. <…> Эти прекрасные, оживлённые, жизнеутверждающие истории берут начало в каннада, перемежаясь с необычайным социально-политическим богатством других языков и диалектов. Книга рассказывает о жизни женщин, репродуктивных правах, вере, кастах, власти и угнетении.
Люси Попеску, автор Financial Times пишет:
Обманчиво простые истории Муштак осуждают подчинение женщин, одновременно восхваляя их стойкость.
Субредактор The Indian Express Akhil PJ пишет:
В этом сборнике рассказов Бану Муштак делает то, что может только редкий писатель: она выводит на первый план жизни, которые литература часто обходит стороной, не объясняя их, а передавая с ясностью, глубиной и изяществом.

## Личная жизнь
Вышла замуж за Муштака Мохиюдина в 1974 году. У неё есть три дочери и сын.